# التريمادوشي
التريمادوشي (باللاتينية: Tremadocian)، وهي أول مرحلة من فترة الأردوفيشي المبكر، حيث امتدت من 486.85  ± 1.5 إلى 477.1  ± 1.2 مليون سنة مضت، لمدة 9.75 مليون سنة تقريبا.

## التسمية
يعود مصطلح التريمادوشي إلى قرية ترمدوق في ويلز المملكة المتحدة. وكان قد اقترحه آدم سيدجويك في عام 1846 (باسم «مجموعة ترمدوق»).

## المقطع النموذجي
تقع نقطة ومقطع طبقة الحدود العالمية (GSSP) لبداية التريمادوشي في قطاع جرين بوينت (49°40′58″N 57°57′55″W / 49.6829°N 57.9653°W) في منتزه جرو مورن الوطني، في غرب نيوفندلاند. وتم تعريفه بأول ظهور لأنواع مخروطيات الأسنان ايبتوغناثوس فلوكتفاغوس (Iapetognathus fluctivagus). ويتواجد هذا الأفق على ارتفاع 101.8 متر فوق معطيات قطاع جرين بوينت داخل الطبقة رقم 23. وتقع الحدود داخل عضو بروم بوينت، من تكوين جرين بوينت التي تعد جزءًا من مجموعة كاو هيد. تظهر عوالق الجرابتوليت الأولى على ارتفاع 4.8 متر فوق أول ظهور لايبتوغناثوس فلوكتفاغوس في قطاع جرين بوينت.
ينتهي التريمادوشي ببداية الفلوي والذي يُعرف بأول ظهور لكائنات تتراغرابتوس ابروكسماتس (Tetragraptus approximatus) في نقطة ومقطع طبقة محجر «دياباسبروتت» في فستريوتلاندالسويد.

## المحيط والمناخ
كان البحر بشكل عام في الأردوفيشي المبكر طاغيا. وكان الطقس يميل للبرودة ببطء في مجمل الأردوفيشي.